# Deronectes biltoni
Deronectes biltoni är en skalbaggsart som beskrevs av Hans Fery och Hosseinie 1998. Deronectes biltoni ingår i släktet Deronectes och familjen dykare. Inga underarter finns listade i Catalogue of Life.